# برنارد دلفانت
برنارد دلفانت، بارون دلفانت (انگلیسی: Bernard Delfont, Baron Delfont؛ ‏ ۵ سپتامبر ۱۹۰۹ – ۲۸ ژوئیهٔ ۱۹۹۴) با نام اصلی بوریس وینوگرادسکی، کارآفرین، سرمایه‌دار، تهیه‌کننده فیلم، برنامه‌ریز و مدیر تولید اپرا، تئاتر، کنسرت موسیقی و همچنین سیاستمدار اهل بریتانیا بود.
وی به عنوان رئیس ئی‌ام‌آی ناظر تولید فیلم‌هایی چون واسطه، قتل در قطار سریع‌السیر شرق، مرگ بر روی نیل و شکارچی گوزن بود.
وی در سال ۱۹۷۴ لقب شوالیه را دریافت نمود و به‌واسطهٔ اشرافیت انتصابی عنوان بارون دلفانت استپنی لندن بزرگ در ۲۹ ژوئن ۱۹۷۶ به او اعطا شد.